# Adolph Eduard Grube
Adolph Eduard Grube (Königsberg, 18 maggio 1812 – Breslavia, 23 giugno 1880) è stato un aracnologo e zoologo tedesco.

## Biografia
Adolph Eduard Grube, amatore degli animali soprattutto della specie Polychaeta. 
Nel 1837 espone la sua tesi presso l'Università di Königsberg. Dal 1843-1856 fu professore di zoologia presso l'Università di Dorpat, poi presso l'Università di Breslavia. Era uno dei primi esploratori scientifici del Mar Adriatico.
| Grube è l'abbreviazione standard utilizzata per le specie animali descritte da Adolph Eduard Grube. Categoria:Taxa classificati da Adolph Eduard Grube |

## Opere principali
- 1850. Die Familien der Anneliden. Archiv für Naturgeschichte Berlin, 16(1): 249-364[5]
- 1866 Beschreibungen neuer von der Novara-Expedition mitgebrachter Anneliden und einer neuen landplanarie. Verhandlungen der kaiserlich-königlichen zoologisch-botanischen Gesellschaft in Wien 16: 173-184.
- 1866 Eine neue Annelida, zunächst einer nordischen, in der Nähe der Ophelien und Scalibregmen zu stellenden Annelide, Euzonus arcticus.Jahresbericht der Schlesischen Gesellschaft für vaterländische Kultur 43: 64-65.
- 1866 Neue Anneliden aus den Gattungen Eunice, Hesione, Lamprophaes, und Travisia. Jahresbericht der Schlesischen Gesellschaft für vaterländische Kultur 44: 64-66.
- 1866 Resultate einer Revision der Euniceen. Jahresbericht der Schlesischen Gesellschaft für vaterländische Kultur 44: 66-68.
- 1872.Über die Gattung Lycastis und ein par neue Arten derselben. Jahres-Bericht Schleis. Gesell. 49:47-48.